# Asiaticognathidae
De Asiaticognathidae zijn een groep pterosauriërs behorend tot de Anurognathidae.
De paleontoloog Alexander Kellner merkte in het begin van de twintigste eeuw dat in zijn kladistische analyses een paar Aziatische soorten binnen de Anurognathidae steeds als een ingesloten klade uitvielen. Daarom benoemde hij deze klade in 2003 als de Asiaticognathidae. De naam verwijst naar Azië en verbindt dat met het achtervoegsel gnathos, "kaak" dat sinds Dorygnathus vaker voor pterosauriërs gebruikt wordt en meteen weer een verwijzing is naar de Anurognathidae. De nieuwe klade definieerde hij als: de groep bestaande uit de laatste gemeenschappelijke voorouder van Batrachognathus en Dendrorhynchoides en al zijn afstammelingen.
De klade Asiaticognathidae was in de analyse van Kellner niet erg goed ondersteund en slechts gebaseerd op één synapomorfie, gedeelde nieuwe eigenschap: het bezit van een groot dijbeen.
De drie bekende Asiaticognathidae: Batrachognathus, Dendrorhynchoides en de in 2004 ook door Kellner binnen de klade aangetroffen Jeholopterus, bestaan uit kleine staartloze vormen uit het Jura en het Onder-Krijt van Azië, die vermoedelijk een levenswijze hadden als insecteneter.
De Asiaticognathidae komen voor zover bekend materieel overeen met de klade Batrachognathinae.